# ثوم فيدماني
الثوم الفيدماني (باللاتينية: Allium wiedemannianum) نوع نباتي عشبي يتبع جنس الثوم من الفصيلة الثومية.

## الموئل والانتشار
ينتشر في بلاد الشام وتركيا.